# Томмазини, Энтони
Энтони «Тони» Томмазини (англ. Anthony Tommasini, род. 1948) — главный музыкальный критик «Нью-Йорк Таймс», автор трех книг.

## Ранние годы и образование
Родился в Бруклине, Нью-Йорк, и вырос в семье из пяти человек в Малверне на Лонг-Айленде, в Нью-Йорке. В 16 лет выиграл конкурс пианистов в Ратуше на Манхэттене, исполняя фортепьянный концерт Моцарта. Окончил школу Святого Павла в Гарден-Сити, Нью-Йорк. 
Окончил Йельский университет со степенью бакалавра искусств, затем получил степень магистра музыки в Йельской школе музыки и степень доктора музыкальных искусств в Бостонском университете. В 1998 году он удостоился награды почётному выпускнику Школы Музыки Бостонского университета.

## Карьера
Томмазини преподавал музыку в Колдедже Эмерсон в Бостоне, а также вёл мастерские в Уэслианском и Брандейском университетах. Ему было отказано в должности в колледже Эмерсон, так как эта должность была ликвидирована колледжем. В ответ на это Томмасини перешёл к музыкальной критике. 
Был фрилансером и писал для The Boston Globe в течение десятилетия, начиная с 1986 года. Томмазини стал штатным автором «Нью-Йорк Таймс» в 1996 году, а в 2000 году получил звание главного критика классической музыки. Его наставниками являлись Вирджил Томсон, композитор, который был также критиком «Нью-Йорк Геральд Трибьюн», и Ричард Дайер, который был критиком классической музыки «Бостон Глоб» в течение 33 лет. 
Томмазини является автором книги «Вирджил Томсон: композитор на проходе»  получившей премию ASCAP 1998 года - Deems Taylor Award и «Opera: руководство для критиков к 100 наиболее важным произведениям и лучшим записям». 
Как пианист, он сделал две записи музыки Вирджила Томсона для Northeastern Records, Portraits and Self-Portraits и Mostly About Love: Songs and Vocal Works .     Оба были профинансированы за счет грантов Национального фонда искусств. Томмазини живет в Центральном парке на западе Манхэттена в Нью-Йорке со своим мужем Беном МакКоммоном.